# Bowerbank (Maine)
Bowerbank es un pueblo ubicado en el condado de Piscataquis en el estado estadounidense de Maine. En el Censo de 2010 tenía una población de 116 habitantes y una densidad poblacional de 0,95 personas por km².

## Geografía
Bowerbank se encuentra ubicado en las coordenadas 45°19′9″N 69°14′20″O / 45.31917, -69.23889. Según la Oficina del Censo de los Estados Unidos, Bowerbank tiene una superficie total de 122.69 km², de la cual 108.51 km² corresponden a tierra firme y (11.55%) 14.17 km² es agua.

## Demografía
Según el censo de 2010, había 116 personas residiendo en Bowerbank. La densidad de población era de 0,95 hab./km². De los 116 habitantes, Bowerbank estaba compuesto por el 99.14% blancos, el 0% eran afroamericanos, el 0.86% eran amerindios, el 0% eran asiáticos, el 0% eran isleños del Pacífico, el 0% eran de otras razas y el 0% pertenecían a dos o más razas. Del total de la población el 0% eran hispanos o latinos de cualquier raza.